# Wolfgang II. zu Castell-Remlingen

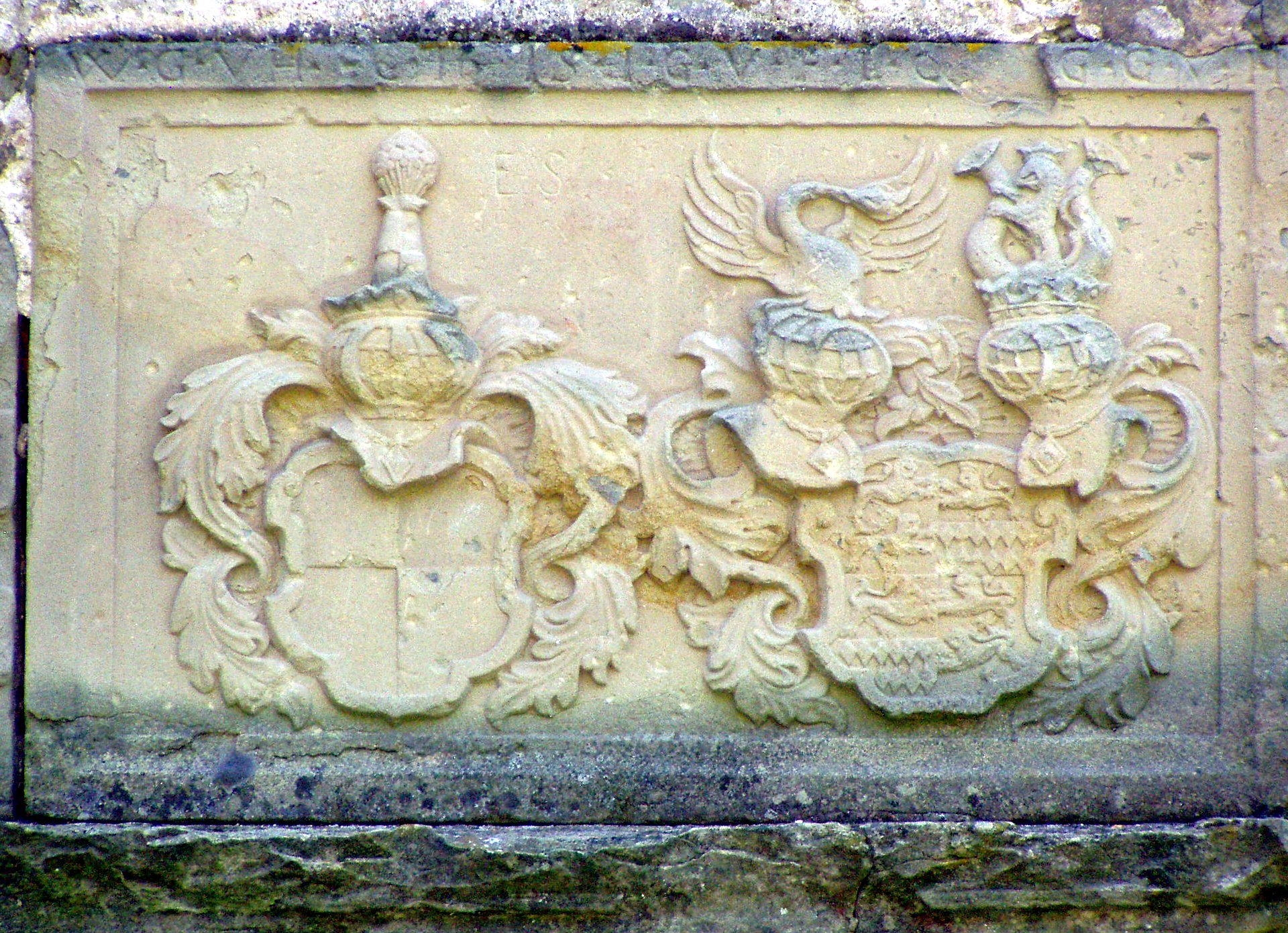
Das Allianzwappen von Wolfgang II. und seiner Frau am Oberschloss in Castell

Wolfgang II. Graf und Herr zu Castell-Remlingen (* 20. Juli 1558 in Rüdenhausen; † 30. April 1631 in Remlingen) war von 1597 bis 1631 Herrscher der Grafschaft Castell. Er war der Begründer der Linie Castell-Remlingen, während sein Bruder Gottfried die Linie von Castell-Rüdenhausen eröffnete.

## Die Grafschaft vor Wolfgang II.
Mehrere gegenteilige Entwicklungen prägten im 16. Jahrhundert die Grafschaft Castell. Zum einen war die Grafschaft zwei kriegerischen Auseinandersetzungen ausgesetzt. Der Deutsche Bauernkrieg des Jahres 1525 hatte viele Gründe. Die Bauern gingen unter anderem gegen die Herrschaften gewaltsam vor, um sich von den übertriebenen Abgaben zu befreien. Ebenso war die Grafschaft dem Markgrafenkrieg ausgesetzt. Beide Ereignisse führten zu einigen Zerstörungen.
Das andere Ereignis war die einsetzende Reformation, die von den Grafen in Castell eingeführt wurde. Die Vorgänger des Grafen Wolfgang II., die Grafschaft war unter drei Brüdern geteilt worden, hatten zunächst Pfründen in den katholischen Bistümern der Umgebung inne. Im Laufe der Zeit nahmen sie jedoch den neuen Glauben an und untermauerten diese Einstellung mit der Unterzeichnung der Konkordienformel im Jahr 1579.

## Leben
Wolfgang II. von Castell zu Remlingen wurde am 20. Juli 1558 in Rüdenhausen geboren. Er war der erstgeborene Sohn des Grafen Georg II. und dessen Frau Sophia Schenkin zu Limpurg in Speckfeld. Der junge Graf hatte fünf Geschwister, von denen jedoch nur drei das Erwachsenenalter erreichten. Zusammen mit seinem jüngsten Bruder Gottfried sollte er später die Regierung über die Grafschaft übernehmen. Denn bereits unter seinem Vater war die Grafschaft in sogenannte Landesportionen aufgeteilt, die allerdings nur verwalterische Bezirke darstellten. Wolfgang II. studierte in Tübingen (immatrikuliert am 21. September 1568 und am 25. Oktober 1573) und Straßburg und war 1577 Adelsrektor der Universität Jena. Er war ein Schüler von Nicodemus Frischlin.
Nach dem Tod des Vaters im Jahr 1597 trat Wolfgang die Regierung an. Sein Vater hatte ihn und seinen Bruder auf eine Landesteilung verpflichtet, die bis ins 19. Jahrhundert Bestand haben sollte. Wolfgang II. übernahm 372 selbstständige Untertanen. Sie waren in 16 Gemeinden organisiert, daneben erhielt der Graf 2000 Gulden jährlich aus weiteren 18 Dörfern. Außerdem war Wolfgang II. für das Lehenswesen verantwortlich. 1605 war er Direktor des fränkischen Reichsgrafenkollegiums.
Er residierte in den Schlössern von Remlingen und dem Stammsitz Castell, während sein Bruder die Schlösser in Wiesenbronn und Rüdenhausen bewohnte. Zu Beginn des 17. Jahrhunderts begann die Erneuerung des Casteller Oberschlosses. Im Jahr 1604 entstand ein neues Torhaus, 1614 wurde der Treppenturm neu gebaut. Er ist bis heute das letzterhaltene Element des Schlosses.
Mit dem Beginn des Dreißigjährigen Krieges im Jahr 1618 begann für die Grafen eine wechselvolle Zeit. Wolfgang entfloh den häufigen Kriegszügen in Castell und bewohnte vor allem das Schloss in Remlingen. Im Jahr 1626 begann man mit dem Bau eines Verteidigungswerkes für das Schloss in Castell. Wolfgang II. Graf und Herr zu Castell starb am 30. April 1631 in Remlingen.

## Ehen und Nachkommen
Graf Wolfgang II. heiratete am 2. Juni 1581 in Lohra Gräfin Magdalene von Hohnstein. Die Ehe blieb kinderlos und Magdalene verstarb am 8. August 1601. Daraufhin ehelichte der Graf erneut. Am 1. Dezember 1605 heiratete er in Weikersheim Gräfin Juliana von Hohenlohe-Weikersheim, eine Tochter des Grafen Wolfgang II. von Hohenlohe. Aus der Ehe ging der Nachfolger Wolfgang Georg hervor.
- Wolfgang Georg (* 27. Januar 1610 in Remlingen; † 4. Mai 1668 ebenda)[3]

## Werke
- De Transitu Israelitarum Per Mare Rubrum, Et interitu Pharaonis, Caput 14, Exod., è Virgilio reddendum, exercitij causa propositum à Nicodemo Frischlino. In: Nikodemus Frischlin: Oratio de praestantia ac dignitate P. Virgilii Maronis Aeneidos, habita Tubingae. Bernhard Jobin, Straßburg 1574, S. 106–111 (Digitalisat der Universitäts- und Landesbibliothek Sachsen-Anhalt in Halle)